# Brutscheune
Die Brutscheune ist ein Begriff aus der Bienenhaltung (Imkerei) und bezeichnet eine Sammlung von Brutwaben, die vorübergehend und abgetrennt von den wirtschaftlich eingesetzten Bienenvölkern geführt wird, um bestimmte Wirkungen bei den Wirtschaftsvölkern zu erzielen. Die Brutwaben werden solange in einer eigenen Bienenbeute gehalten, bis alle Brut geschlüpft ist. Dies dauert maximal 3 Wochen. Danach können Waben und Bienen getrennt und neuen Zwecken zugeführt werden. Die erhaltenen Bienen werden in der Regel zu diesem Zeitpunkt gegen die Varroamilbe behandelt.